# Ибн Лайс
Абу́-л-Джуд Муха́ммад ибн Лайс (араб. أبو الجود محمد بن أحمد بن لیث‎; X—XI вв.) — среднеазиатский геометр персидского происхождения. Был современником аль-Бируни и состоял с ним в переписке.
Написал «Книгу о построении семиугольника, вписанного в круг», «Книгу об измерении треугольника с заданными сторонами» (по-видимому, в ней рассматривалась теорема Архимеда-Герона), «Книгу о решении задачи Менелая» (в которой рассматривалась задача о вписании в данный полукруг ломаной линии, равной данному отрезку), «Трактат о кубических уравнениях» (Омар Хайям сообщает, что этот трактат был посвящён решению кубических уравнений с помощью конических сечений).